# آمیلیوس ماکر

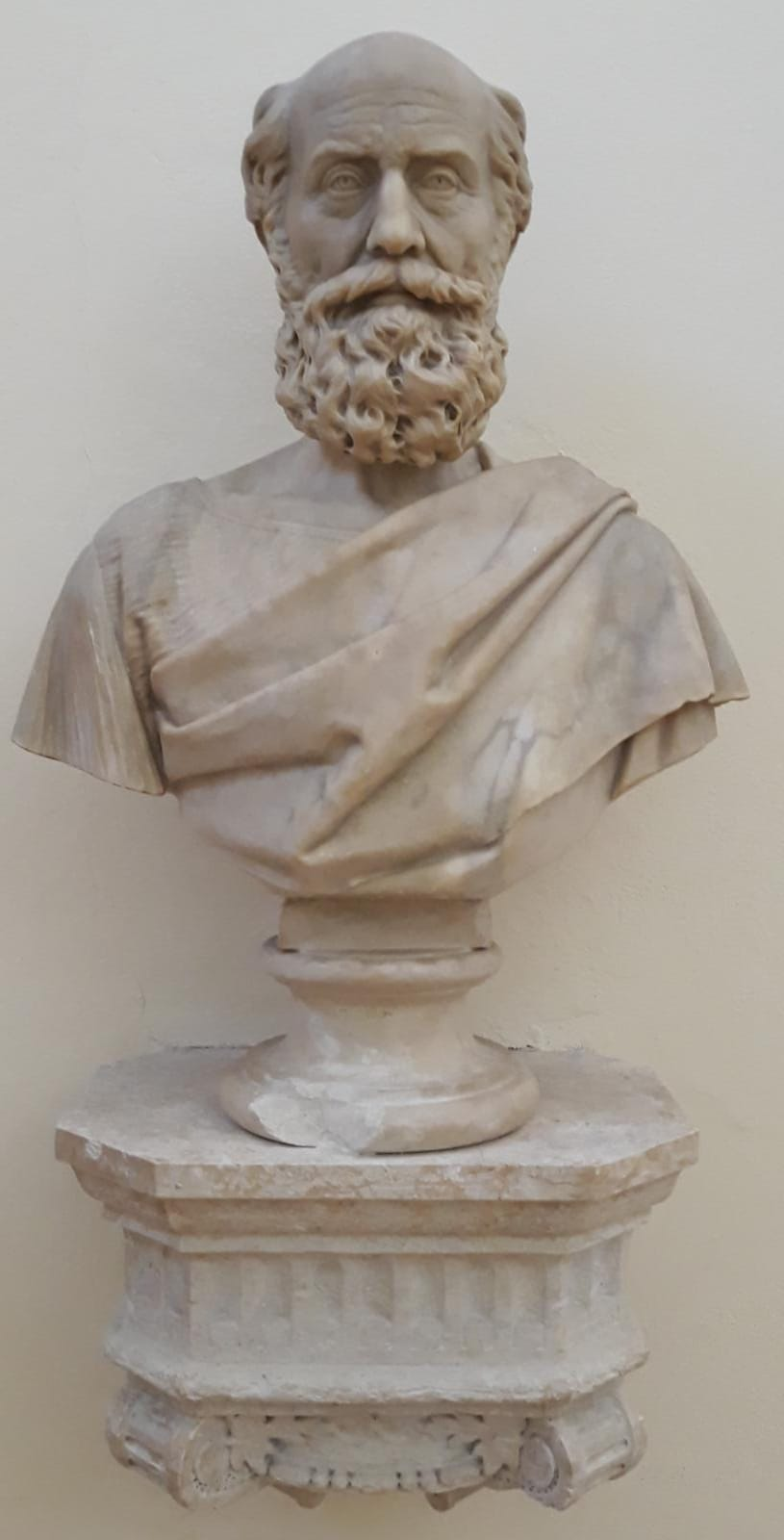
تندیس آمیلیوس ماکر، شاعر اهل روم - ۲۰۱۹

آمیلیوس ماکر Aemilius Macer شاعر اهل روم و از اهالی ورونا بود که در حدود ۱۶ سال قبل از میلاد مسیح، در آسیا درگذشت.